# 松平義居
松平 義居（まつだいら よしすえ）は、江戸時代後期の大名。美濃国高須藩8代藩主。官位は従四位下・侍従、摂津守、左近衛少将。11代将軍・徳川家斉の弟。

## 生涯
一橋徳川家当主・徳川治済の七男として誕生。寛政7年（1795年）7月、徳川重好の死去により、治済は義居を清水家の後継者に送り込むことを考える。しかし、松平信明ら幕閣の反対により、実現できなかった。なお、治済は義居をなるべく江戸に近い大名の養子にすることを希望していた。
寛政8年（1796年）3月1日、松平勝当の養子となる。寛政11年（1799年）9月15日、将軍・徳川家斉に御目見する。同年12月18日、従四位下・侍従・摂津守に叙任される。享和元年（1801年）9月27日、勝当の死去により家督を相続した。同年12月16日、左少将に任ぜられる。文化元年（1804年）10月16日、20歳で死去した。
嗣子がなく、養子・義和が継いだ。

## 系譜
父母
- 徳川治済（実父）
- 丸山氏 - 側室（実母）
- 松平勝当（養父）

正室
- 薫 - 松平勝当養女、松平義裕の娘

養子
- 松平義和 - 徳川治保の次男